# V Copa Brasil
La V Copa Brasil (in italiano V Coppa Brasile) è stata la 9ª edizione del massimo campionato brasiliano di calcio.
È stata l'edizione con il maggior numero di partecipanti tra quelle organizzate direttamente dalla CBD/CBF, ben 94. Tra questi non figuravano però le maggiori società dello stato di San Paolo che inizialmente, insieme alle altre dello stato di Rio de Janeiro che avrebbero partecipato al Torneo Rio-San Paolo, avrebbero dovuto iniziare la competizione partendo dal secondo turno. Corinthians, Portuguesa, San Paolo e Santos, però, chiesero di partire dal terzo turno, come il Guarani e il Palmeiras, vincitore e finalista dell'edizione precedente. La CBD non lo concesse e i quattro club paulisti decisero di non prendere parte alla competizione.

## Formula
Primo turno: 80 squadre divise in 8 gruppi di 10 club ciascuno. Ogni squadra affronta una volta tutte le componenti del proprio gruppo. Si qualificano al secondo turno le migliori 8 dei gruppi G e H (formati dalle squadre considerate le migliori in quel momento), le prime 4 degli altri raggruppamenti e, a seguito del ritiro di Corinthians, Portuguesa, San Paolo e Santos, le migliori 4 tra le non qualificate.
Secondo turno: alle 44 squadre qualificate nel turno precedenti se ne aggiungono altre 12 (6 da San Paolo e 6 da Rio de Janeiro). Le 56 squadre vengono divise in 7 gruppi di 8 squadre ciascuno, che affrontano una volta tutte le componenti del proprio girone. Si qualificano al terzo turno le migliori 2 di ogni raggruppamento.
Terzo turno: alle 14 squadre qualificate nel turno precedenti si aggiungono il Guarani e il Palmeiras, vincitore e finalista dell'edizione precedente. Le 16 squadre vengono divise in 4 gruppi di 4 squadre ciascuno, che affrontano una volta tutte le componenti del proprio girone. Si qualificano alla fase finale le prime classificate di ogni raggruppamento.
Semifinali e finale: gare a eliminazione diretta in partita di andata e ritorno.

## Partecipanti
| Squadra             | Città            | Stato               |
| ------------------- | ---------------- | ------------------- |
| ABC                 | Natal            | Rio Grande do Norte |
| América-RN          | Natal            | Rio Grande do Norte |
| América-MG          | Belo Horizonte   | Minas Gerais        |
| America-RJ          | Rio de Janeiro   | Rio de Janeiro      |
| Americano           | Campos           | Rio de Janeiro      |
| Anapolina           | Anápolis         | Goiás               |
| ASA                 | Arapiraca        | Alagoas             |
| Atl. Goianiense     | Goiânia          | Goiás               |
| Atlético Mineiro    | Belo Horizonte   | Minas Gerais        |
| Athl. Paranaense    | Curitiba         | Paraná              |
| Avaí                | Florianópolis    | Santa Catarina      |
| Bahia               | Salvador         | Bahia               |
| Botafogo            | Rio de Janeiro   | Rio de Janeiro      |
| Botafogo-PB         | João Pessoa      | Paraíba             |
| Brasil de Pelotas   | Pelotas          | Rio Grande do Sul   |
| Brasília            | Brasilia         | Distretto Federale  |
| Caldense            | Poços de Caldas  | Minas Gerais        |
| Campinense          | Campina Grande   | Paraíba             |
| Campo Grande        | Rio de Janeiro   | Rio de Janeiro      |
| Caxias              | Caxias do Sul    | Rio Grande do Sul   |
| Ceará               | Fortaleza        | Ceará               |
| Central-PE          | Caruaru          | Pernambuco          |
| Chapecoense         | Chapecó          | Santa Catarina      |
| Colatina            | Colatina         | Espírito Santo      |
| Colorado            | Curitiba         | Paraná              |
| Comercial-MS        | Campo Grande     | Mato Grosso do Sul  |
| Comercial-SP        | Ribeirão Preto   | San Paolo           |
| Confiança           | Aracaju          | Sergipe             |
| Coritiba            | Curitiba         | Paraná              |
| CRB                 | Maceió           | Alagoas             |
| Criciúma            | Criciúma         | Santa Catarina      |
| Cruzeiro            | Belo Horizonte   | Minas Gerais        |
| CSA                 | Maceió           | Alagoas             |
| Desportiva          | Cariacica        | Espírito Santo      |
| Dom Bosco           | Cuiabá           | Mato Grosso         |
| Fast Clube          | Manaus           | Amazonas            |
| Ferroviário-CE      | Fortaleza        | Ceará               |
| Figueirense         | Florianópolis    | Santa Catarina      |
| Flamengo            | Rio de Janeiro   | Rio de Janeiro      |
| Fluminense          | Rio de Janeiro   | Rio de Janeiro      |
| Fluminense de Feira | Feira de Santana | Bahia               |
| Fortaleza           | Fortaleza        | Ceará               |
| Francana            | Franca           | San Paolo           |
| Gama                | Brasilia         | Distretto Federale  |
| Goiânia             | Goiânia          | Goiás               |
| Goiás               | Goiânia          | Goiás               |
| Goytacaz            | Campos           | Rio de Janeiro      |
| Grêmio              | Porto Alegre     | Rio Grande do Sul   |
| Grêmio Maringá      | Maringá          | Paraná              |
| Guará               | Brasilia         | Distretto Federale  |
| Guarani             | Campinas         | San Paolo           |
| Inter de Limeira    | Limeira          | San Paolo           |
| Internacional       | Porto Alegre     | Rio Grande do Sul   |
| Itabaiana           | Itabaiana        | Sergipe             |
| Itabuna             | Itabuna          | Bahia               |
| Itumbiara           | Itumbiara        | Goiás               |
| Joinville           | Joinville        | Santa Catarina      |
| Juventude           | Caxias do Sul    | Rio Grande do Sul   |
| Leônico             | Salvador         | Bahia               |
| Londrina            | Londrina         | Paraná              |
| Maranhão            | São Luís         | Maranhão            |
| Mixto               | Cuiabá           | Mato Grosso         |
| Moto Club           | São Luís         | Maranhão            |
| Nacional-AM         | Manaus           | Amazonas            |
| Náutico             | Recife           | Pernambuco          |
| Novo Hamburgo       | Novo Hamburgo    | Rio Grande do Sul   |
| Operário-MS         | Campo Grande     | Mato Grosso do Sul  |
| CEOV                | Várzea Grande    | Mato Grosso         |
| Operário-PR         | Ponta Grossa     | Paraná              |
| Palmeiras           | San Paolo        | San Paolo           |
| Paysandu            | Belém            | Pará                |
| Piauí               | Teresina         | Piauí               |
| Potiguar            | Mossoró          | Rio Grande do Norte |
| Remo                | Belém            | Pará                |
| Rio Branco-ES       | Cariacica        | Espírito Santo      |
| Rio Negro           | Manaus           | Amazonas            |
| River               | Teresina         | Piauí               |
| Sampaio Corrêa      | São Luís         | Maranhão            |
| San Paolo-RS        | Rio Grande       | Rio Grande do Sul   |
| Santa Cruz          | Recife           | Pernambuco          |
| São Bento           | Sorocaba         | San Paolo           |
| Sergipe             | Aracaju          | Sergipe             |
| Sport Recife        | Recife           | Pernambuco          |
| Tiradentes          | Teresina         | Piauí               |
| Treze               | Campina Grande   | Paraíba             |
| Tuna Luso           | Belém            | Pará                |
| Uberaba             | Uberaba          | Minas Gerais        |
| Uberlândia          | Uberlândia       | Minas Gerais        |
| Vasco da Gama       | Rio de Janeiro   | Rio de Janeiro      |
| Vila Nova           | Goiânia          | Goiás               |
| Villa Nova          | Nova Lima        | Minas Gerais        |
| Vitória             | Salvador         | Bahia               |
| XV de Jaú           | Jaú              | San Paolo           |
| XV de Piracicaba    | Piracicaba       | San Paolo           |

## Primo turno

### Gruppo A

#### Risultati
| Casa/Trasferta | ANA | AVA | COL | CON | GON | JOI | JUV | LON | NHA | SER |
| -------------- | --- | --- | --- | --- | --- | --- | --- | --- | --- | --- |
| Anapolina      |     | 2-1 |     | 4-0 | 2-1 | 1-0 |     |     |     | 2-0 |
| Avaí           |     |     | 0-1 | 1-1 |     |     |     | 1-1 |     | 0-2 |
| Colorado       | 3-2 |     |     | 1-1 | 2-0 | 1-0 |     | 1-2 |     |     |
| Confiança      |     |     |     |     | 0-1 | 1-3 |     | 2-1 | 1-0 | 0-2 |
| Goiânia        |     | 1-1 |     |     |     |     | 2-1 | 0-1 |     | 1-1 |
| Joinville      |     | 3-2 |     |     | 0-0 |     | 2-1 | 0-0 | 3-0 |     |
| Juventude      | 2-0 | 2-2 | 0-0 | 2-1 |     |     |     |     |     | 2-0 |
| Londrina       | 1-0 |     |     |     |     |     | 1-1 |     | 1-0 | 2-2 |
| Novo Hamburgo  | 1-0 | 1-1 | 0-0 |     | 1-0 |     | 1-1 |     |     |     |
| Sergipe        |     |     | 1-1 |     |     | 2-1 |     |     | 0-0 |     |

#### Classifica
| Pos. | Squadra       | Pt | G | V | N | P | GF | GS | DR |
| ---- | ------------- | -- | - | - | - | - | -- | -- | -- |
| 1    | Londrina      | 12 | 9 | 4 | 4 | 1 | 10 | 7  | +3 |
| 2    | Colorado      | 12 | 9 | 4 | 4 | 1 | 10 | 6  | +4 |
| 3    | Anapolina     | 10 | 9 | 5 | 0 | 4 | 13 | 9  | +4 |
| 4    | Joinville     | 10 | 9 | 4 | 2 | 3 | 12 | 8  | +4 |
| 5    | Juventude     | 10 | 9 | 3 | 4 | 2 | 12 | 9  | +3 |
| 6    | Sergipe       | 10 | 9 | 3 | 4 | 2 | 10 | 9  | +1 |
| 7    | Novo Hamburgo | 8  | 9 | 2 | 4 | 3 | 4  | 7  | -3 |
| 8    | Goiânia       | 7  | 9 | 2 | 3 | 4 | 6  | 9  | -3 |
| 9    | Confiança     | 6  | 9 | 2 | 2 | 5 | 7  | 15 | -8 |
| 10   | Avaí          | 5  | 9 | 0 | 5 | 4 | 9  | 14 | -5 |

#### Verdetti
- Londrina, Colorado, Anapolina e Joinville qualificati al secondo turno.

### Gruppo B

#### Risultati
| Casa/Trasferta | BRP | CAL | CAX | CHA | COL | CRI | DES | GRM | OP-PR | SP-RS |
| -------------- | --- | --- | --- | --- | --- | --- | --- | --- | ----- | ----- |
| Brasil         |     | 2-0 |     |     |     | 3-0 | 1-1 | 0-0 |       |       |
| Caldense       |     |     |     | 2-0 | 3-0 |     |     |     | 1-0   | 1-0   |
| Caxias         | 0-0 | 0-1 |     | 5-1 |     |     |     |     | 3-0   |       |
| Chapecoense    | 1-1 |     |     |     |     | 0-1 |     | 2-3 |       | 1-2   |
| Colatina       | 0-0 |     | 0-1 | 1-1 |     |     | 0-0 |     |       | 0-1   |
| Criciúma       |     | 2-0 | 0-0 |     | 0-1 |     |     |     | 4-0   | 2-1   |
| Desportiva     |     | 2-0 | 2-1 | 0-0 |     | 1-0 |     |     | 2-0   |       |
| Grêmio Maringá |     | 3-2 | 0-0 |     | 2-0 | 2-0 | 2-0 |     |       |       |
| Operário-PR    | 1-1 |     |     | 1-0 | 1-0 |     |     | 0-2 |       |       |
| San Paolo-RS   | 1-1 |     | 2-1 |     |     |     | 1-2 | 1-1 | -     |       |

#### Classifica
| Pos. | Squadra           | Pt | G | V | N | P | GF | GS | DR  |
| ---- | ----------------- | -- | - | - | - | - | -- | -- | --- |
| 1    | Grêmio Maringá    | 15 | 9 | 6 | 3 | 0 | 15 | 5  | +10 |
| 2    | Desportiva        | 13 | 9 | 5 | 3 | 1 | 10 | 5  | +5  |
| 3    | Brasil de Pelotas | 11 | 9 | 2 | 7 | 0 | 9  | 4  | +5  |
| 4    | Caldense          | 10 | 9 | 5 | 0 | 4 | 10 | 9  | +1  |
| 5    | San Paolo-RS      | 10 | 9 | 4 | 2 | 3 | 9  | 9  | 0   |
| 6    | Criciúma          | 9  | 9 | 4 | 1 | 4 | 9  | 8  | +1  |
| 7    | Caxias            | 9  | 9 | 3 | 3 | 3 | 11 | 6  | +5  |
| 8    | Operário-PR       | 5  | 9 | 2 | 1 | 6 | 3  | 13 | -10 |
| 9    | Colatina          | 5  | 9 | 1 | 3 | 5 | 2  | 9  | -7  |
| 10   | Chapecoense       | 3  | 9 | 0 | 3 | 6 | 6  | 16 | -10 |

#### Verdetti
- Grêmio Maringá, Desportiva, Brasil, Caldense e San Paolo-RS[5] qualificati al secondo turno.

### Gruppo C

#### Risultati
| Casa/Trasferta | AT-GO | BRA | CO-MS | FL-BA | GAM | GUA | ITA | ITU | MIX | OP-MT |
| -------------- | ----- | --- | ----- | ----- | --- | --- | --- | --- | --- | ----- |
| Atlético-GO    |       | 2-1 | 4-1   |       |     | 3-0 |     | 3-2 |     | 2-2   |
| Brasília       |       |     | 2-2   |       |     | 1-0 | 3-2 |     | 2-1 |       |
| Comerical-MS   |       |     |       | 2-0   | 3-1 | nd  |     | 3-1 | 2-0 | 0-1   |
| Fluminense-BA  | 1-0   | 1-0 |       |       | 0-0 | 1-1 |     | 1-0 |     |       |
| Gama           | 4-3   | 4-1 |       |       |     | 2-0 | 1-0 |     | 2-1 |       |
| Guará          |       |     |       |       |     |     |     |     |     | 0-1   |
| Itabuna        | 1-0   |     | 1-1   | 1-0   |     | 0-0 |     |     | 0-1 |       |
| Itumbiara      |       | 2-1 |       |       | 1-0 | 3-1 | 1-1 |     |     | 1-0   |
| Mixto          | 2-0   |     |       | 1-1   |     | 3-0 |     | 1-0 |     | 4-3   |
| Operário-MT    |       | 3-0 |       | 1-0   | 0-0 |     | 1-4 |     |     |       |

#### Classifica
| Pos. | Squadra             | Pt | G | V | N | P | GF | GS | DR  |
| ---- | ------------------- | -- | - | - | - | - | -- | -- | --- |
| 1    | Gama                | 12 | 9 | 5 | 2 | 2 | 14 | 9  | +5  |
| 2    | Mixto               | 11 | 9 | 5 | 1 | 3 | 14 | 10 | +4  |
| 3    | Comercial-MS        | 10 | 8 | 4 | 2 | 2 | 14 | 10 | +4  |
| 4    | CEOV                | 10 | 9 | 4 | 2 | 3 | 12 | 11 | +1  |
| 5    | Atl. Goianiense     | 9  | 9 | 4 | 1 | 4 | 17 | 14 | +3  |
| 6    | Itumbiara           | 9  | 9 | 4 | 1 | 4 | 11 | 11 | 0   |
| 7    | Itabuna             | 9  | 9 | 3 | 3 | 3 | 10 | 8  | +2  |
| 8    | Fluminense de Feira | 9  | 9 | 3 | 3 | 3 | 5  | 6  | -1  |
| 9    | Brasília            | 7  | 9 | 3 | 1 | 5 | 11 | 17 | -6  |
| 10   | Guará               | 2  | 8 | 0 | 2 | 6 | 2  | 14 | -12 |

#### Verdetti
- Gama, Mixto, Comercial-MS e Operário-MT qualificati al secondo turno.

### Gruppo D

#### Risultati
| Casa/Trasferta | AM-MG | BO-PB | CAM | CAG | FAS | PAY | RNE | TRE | TUL | VLL |
| -------------- | ----- | ----- | --- | --- | --- | --- | --- | --- | --- | --- |
| América-MG     |       | 3-0   |     |     |     | 2-0 | 3-2 | 2-1 |     | 0-0 |
| Botafogo-PB    |       |       | 2-0 | 2-0 | 3-0 |     |     | 0-1 |     | 4-2 |
| Campinense     | 0-1   |       |     |     | 3-0 |     | 2-0 | 1-0 | 1-0 |     |
| Campo Grande   | 1-0   |       | 1-0 |     | 0-0 | 2-1 |     |     | 3-0 |     |
| Fast           | 1-3   |       |     |     |     | 1-1 | 3-1 |     | 3-2 | 0-1 |
| Paysandu       |       | 4-2   | 0-1 |     |     |     | 1-2 | 2-2 | 1-0 |     |
| Rio Negro      |       | 0-0   |     | 0-0 |     |     |     |     | 1-4 | 0-1 |
| Treze          |       |       |     | 2-0 | 6-1 |     | 3-1 |     |     |     |
| Tuna Luso      | 2-1   | 2-2   |     |     |     |     |     | 2-0 |     | 0-1 |
| Villa Nova     |       |       | 0-0 | 1-2 |     | 2-0 |     | 1-0 |     |     |

#### Classifica
| Pos. | Squadra      | Pt | G | V | N | P | GF | GS | DR  |
| ---- | ------------ | -- | - | - | - | - | -- | -- | --- |
| 1    | América-MG   | 13 | 9 | 6 | 1 | 2 | 15 | 7  | +8  |
| 2    | Campo Grande | 12 | 9 | 5 | 2 | 2 | 9  | 6  | +3  |
| 3    | Villa Nova   | 12 | 9 | 5 | 2 | 2 | 9  | 6  | +3  |
| 4    | Campinense   | 11 | 9 | 5 | 1 | 3 | 8  | 4  | +4  |
| 5    | Botafogo-PB  | 10 | 9 | 4 | 2 | 3 | 15 | 12 | +3  |
| 6    | Treze        | 9  | 9 | 4 | 1 | 4 | 15 | 10 | +5  |
| 7    | Tuna Luso    | 7  | 9 | 3 | 1 | 5 | 12 | 13 | -1  |
| 8    | Fast Clube   | 6  | 9 | 2 | 2 | 5 | 9  | 20 | -11 |
| 9    | Paysandu     | 6  | 9 | 2 | 2 | 5 | 10 | 14 | -4  |
| 10   | Rio Negro    | 4  | 9 | 1 | 2 | 6 | 7  | 17 | -10 |

#### Verdetti
- América Mineiro, Campo Grande, Villa Nova, Campinense e Botafogo-PB[5] qualificati al secondo turno.

### Gruppo E

#### Risultati
| Casa/Trasferta | CE-PE | MAR | MOT | NÁU | PIA | RÍV | SAM | TIR | UBR | UBL |
| -------------- | ----- | --- | --- | --- | --- | --- | --- | --- | --- | --- |
| Central-PE     |       | 2-2 |     |     |     | 1-0 | 2-0 | 1-1 |     | 2-0 |
| Maranhão       |       |     | 3-0 |     | 1-1 | 1-0 | 3-0 |     |     | 1-1 |
| Moto Club      | 2-1   |     |     |     |     |     |     | 1-0 | 2-0 |     |
| Náutico        | 1-1   | 2-3 | 1-0 |     | 2-2 |     | 2-0 |     | 0-1 |     |
| Piauí          | 0-2   |     | 0-0 |     |     |     |     | 2-2 |     | 0-0 |
| Ríver          |       |     | 2-1 | 3-1 | 1-1 |     |     |     | 1-2 |     |
| Sampaio Corrêa |       |     | 1-0 |     | 4-2 | 0-0 |     |     | 2-0 |     |
| Tiradentes     |       | 0-3 |     | 0-1 |     | 3-1 | 1-1 |     |     |     |
| Uberaba        | 2-1   | 0-1 |     |     | 3-0 |     |     | 2-0 |     | 3-1 |
| Uberlândia     |       |     | 2-0 | 0-1 |     | 2-1 | 4-1 | 4-0 |     |     |

#### Classifica
| Pos. | Squadra        | Pt | G | V | N | P | GF | GS | DR  |
| ---- | -------------- | -- | - | - | - | - | -- | -- | --- |
| 1    | Maranhão       | 15 | 9 | 6 | 3 | 0 | 18 | 6  | +12 |
| 2    | Uberaba        | 14 | 9 | 7 | 0 | 2 | 15 | 6  | +9  |
| 3    | Central-PE     | 11 | 9 | 4 | 3 | 2 | 13 | 8  | +5  |
| 4    | Uberlândia     | 10 | 9 | 4 | 2 | 3 | 14 | 9  | +5  |
| 5    | Náutico        | 10 | 9 | 4 | 2 | 3 | 11 | 10 | +1  |
| 6    | Moto Club      | 7  | 9 | 3 | 1 | 5 | 6  | 10 | -4  |
| 7    | Sampaio Corrêa | 6  | 9 | 3 | 1 | 5 | 7  | 16 | -9  |
| 8    | River          | 6  | 9 | 2 | 2 | 5 | 9  | 12 | -3  |
| 9    | Piauí          | 6  | 9 | 0 | 6 | 3 | 8  | 15 | -7  |
| 10   | Tiradentes     | 5  | 9 | 1 | 3 | 5 | 7  | 16 | -9  |

#### Verdetti
- Maranhão, Uberaba, Central-PE, Uberlândia e Náutico[5] qualificati al secondo turno.

### Gruppo F

#### Risultati
| Casa/Trasferta | ABC | AM-RN | ASA | CRB | CSA | FER | FOR | ITA | LEÔ | POT |
| -------------- | --- | ----- | --- | --- | --- | --- | --- | --- | --- | --- |
| ABC            |     | 1-0   | 1-2 | 4-2 |     |     | 1-0 | 1-1 |     |     |
| América-RN     |     |       | 2-0 |     | 2-1 | 0-0 |     |     |     |     |
| ASA            |     |       |     | 1-1 |     | 0-2 | 2-0 | 1-0 | 2-1 |     |
| CRB            |     | 1-0   |     |     |     |     |     |     | 1-0 | 3-0 |
| CSA            | 3-1 |       | 2-1 | 1-0 |     |     | 3-0 |     | 2-1 |     |
| Ferroviário    | 0-3 |       |     | 0-0 | 1-1 |     |     | 1-1 |     |     |
| Fortaleza      |     | 3-1   |     | 0-0 |     | 0-0 |     |     | 3-1 | 0-1 |
| Itabaiana      |     | 1-0   |     | 2-0 | 2-1 |     | 3-1 |     |     | 0-0 |
| Leônico        | 1-0 | 4-0   |     |     |     | 1-0 |     | 1-0 |     | 2-0 |
| Potiguar       | 1-1 | 1-0   | 1-2 |     | 0-0 | 1-2 |     |     |     |     |

#### Classifica
| Pos. | Squadra        | Pt | G | V | N | P | GF | GS | DR |
| ---- | -------------- | -- | - | - | - | - | -- | -- | -- |
| 1    | CSA            | 12 | 9 | 5 | 2 | 2 | 14 | 8  | +6 |
| 2    | ASA            | 11 | 9 | 5 | 1 | 3 | 11 | 10 | +1 |
| 3    | Itabaiana      | 11 | 9 | 4 | 3 | 2 | 10 | 6  | +4 |
| 4    | Leônico        | 10 | 9 | 5 | 0 | 4 | 12 | 8  | +4 |
| 5    | ABC            | 10 | 9 | 4 | 2 | 3 | 13 | 10 | +3 |
| 6    | CRB            | 9  | 9 | 3 | 3 | 3 | 8  | 8  | 0  |
| 7    | Ferroviário-CE | 9  | 9 | 2 | 5 | 2 | 6  | 7  | -1 |
| 8    | Potiguar       | 7  | 9 | 2 | 3 | 4 | 5  | 10 | -5 |
| 9    | Fortaleza      | 6  | 9 | 2 | 2 | 5 | 7  | 12 | -5 |
| 10   | América-RN     | 5  | 9 | 2 | 1 | 6 | 5  | 12 | -7 |

#### Verdetti
- CSA, ASA, Itabaiana, Leônico e ABC[5] qualificati al secondo turno.

### Gruppo G

#### Risultati
| Casa/Trasferta | AM-RJ | AT-PR | COR | GRÊ | FIG | INT | OP-MS | RB-ES | SCR | SPO |
| -------------- | ----- | ----- | --- | --- | --- | --- | ----- | ----- | --- | --- |
| América-RJ     |       | 1-3   | 3-0 |     | 1-0 |     | 3-0   | 3-1   |     |     |
| Atlético-PR    |       |       |     | 1-0 |     | 0-0 | 0-2   |       | 0-1 |     |
| Coritiba       |       | 1-1   |     |     | 1-0 | 0-3 |       | 1-1   |     | 2-0 |
| Grêmio         | 1-3   |       | 4-1 |     |     |     |       |       | 1-0 | 4-0 |
| Figueirense    |       | 1-0   |     | 2-1 |     |     | 0-0   |       | 1-1 |     |
| Internacional  | 1-1   |       |     | 1-0 | 1-0 |     | 2-2   | 5-1   |     |     |
| Operário-MS    |       |       | 2-0 | 0-3 |     |     |       | 4-0   | 0-5 | 1-0 |
| Rio Branco-ES  |       | 1-1   |     | 0-0 | 1-1 |     |       |       |     | 2-0 |
| Santa Cruz     | 1-0   |       | 0-0 |     |     | 1-2 |       | 3-3   |     | 0-1 |
| Sport          | 0-2   | 2-2   |     |     | 2-2 | 0-3 |       |       |     |     |

#### Classifica
| Pos. | Squadra          | Pt | G | V | N | P | GF | GS | DR  |
| ---- | ---------------- | -- | - | - | - | - | -- | -- | --- |
| 1    | Internacional    | 15 | 9 | 6 | 3 | 0 | 18 | 5  | +13 |
| 2    | America-RJ       | 13 | 9 | 6 | 1 | 2 | 17 | 7  | +10 |
| 3    | Operário-MS      | 10 | 9 | 4 | 2 | 3 | 11 | 13 | -2  |
| 4    | Grêmio           | 9  | 9 | 4 | 1 | 4 | 14 | 8  | +6  |
| 5    | Santa Cruz       | 9  | 9 | 3 | 3 | 3 | 12 | 8  | +4  |
| 6    | Athl. Paranaense | 8  | 9 | 2 | 4 | 3 | 8  | 9  | -1  |
| 7    | Figueirense      | 8  | 9 | 2 | 4 | 3 | 7  | 8  | -1  |
| 8    | Coritiba         | 7  | 9 | 2 | 3 | 4 | 6  | 14 | -8  |
| 9    | Rio Branco-ES    | 7  | 9 | 1 | 5 | 3 | 10 | 18 | -8  |
| 10   | Sport Recife     | 4  | 9 | 1 | 2 | 6 | 5  | 18 | -13 |

#### Verdetti
- Internacional, América-RJ, Operário-MS, Grêmio, Santa Cruz, Atlético Paranaense, Figueirense e Coritiba qualificati al secondo turno.

### Gruppo H

#### Risultati
| Casa/Trasferta | AT-MG | BAH | CEA | CRU | DBO | GOI | NA-AM | REM | VIL | VIT |
| -------------- | ----- | --- | --- | --- | --- | --- | ----- | --- | --- | --- |
| Atlético-MG    |       |     | 3-1 | 1-1 |     | 0-0 |       |     | 0-0 | 1-1 |
| Bahia          | 0-1   |     |     |     | 2-1 | 1-0 |       | 1-0 |     | 1-2 |
| Ceará          |       | 3-1 |     | 1-1 |     | 0-2 |       | 4-1 | 2-4 |     |
| Cruzeiro       |       | 5-0 |     |     | 1-1 |     | 4-1   | 3-0 |     |     |
| Dom Bosco      | 1-1   |     | 2-5 |     |     | 0-1 | 2-1   |     |     |     |
| Goiás          |       |     |     | 3-1 |     |     | 2-0   |     |     | 1-0 |
| Nacional-AM    | 0-0   | 1-0 | 1-1 |     |     |     |       |     | 2-4 | 0-0 |
| Remo           | 2-2   |     |     |     | 1-2 | 1-0 | 3-0   |     |     | 1-2 |
| Vila Nova      |       | 0-0 |     | 0-1 | 1-1 | 2-1 |       | 2-1 |     |     |
| Vitória        |       |     | 4-1 | 2-4 | 0-2 |     |       |     | 0-0 |     |

#### Classifica
| Pos. | Squadra          | Pt | G | V | N | P | GF | GS | DR  |
| ---- | ---------------- | -- | - | - | - | - | -- | -- | --- |
| 1    | Cruzeiro         | 13 | 9 | 5 | 3 | 1 | 21 | 9  | +12 |
| 2    | Vila Nova        | 12 | 9 | 4 | 4 | 1 | 13 | 8  | +5  |
| 3    | Goiás            | 11 | 9 | 5 | 1 | 3 | 10 | 5  | +5  |
| 4    | Atlético Mineiro | 11 | 9 | 2 | 7 | 0 | 9  | 6  | +3  |
| 5    | Dom Bosco        | 9  | 9 | 3 | 3 | 3 | 12 | 13 | -1  |
| 6    | Ceará            | 8  | 9 | 3 | 2 | 4 | 18 | 19 | -1  |
| 7    | Vitória          | 8  | 9 | 2 | 4 | 3 | 10 | 11 | -1  |
| 8    | Bahia            | 7  | 9 | 3 | 1 | 5 | 6  | 13 | -7  |
| 9    | Remo             | 6  | 9 | 2 | 2 | 5 | 10 | 15 | -5  |
| 10   | Nacional-AM      | 5  | 9 | 1 | 3 | 5 | 6  | 16 | -10 |

#### Verdetti
- Cruzeiro, Vila Nova, Goiás, Atlético Mineiro, Dom Bosco, Ceará, Vitória e Bahia qualificati al secondo turno.

## Secondo turno

### Gruppo I

#### Risultati
| Casa/Trasferta | AM-RJ | AT-MG | BRP | CAM | COL | COR | FRA | MIX |
| -------------- | ----- | ----- | --- | --- | --- | --- | --- | --- |
| América-RJ     |       |       |     | 0-1 |     | 1-1 | 4-1 | 6-1 |
| Atlético-MG    | 2-1   |       |     |     | 2-1 | 1-0 |     |     |
| Brasil         | 1-1   | 2-1   |     |     |     | 0-1 |     | 3-0 |
| Campinense     |       | 1-1   | 2-0 |     | 2-1 | 0-1 |     |     |
| Colorado       | 2-1   |       | 1-1 |     |     |     | 2-1 |     |
| Coritiba       |       |       |     |     | 1-0 |     | 2-1 | 5-0 |
| Francana       |       | 0-0   | 2-1 | 1-0 |     |     |     |     |
| Mixto          |       | 0-2   |     | 0-0 | 3-2 |     | 0-1 |     |

#### Classifica
| Pos. | Squadra           | Pt | G | V | N | P | GF | GS | DR  |
| ---- | ----------------- | -- | - | - | - | - | -- | -- | --- |
| 1    | Coritiba          | 11 | 7 | 5 | 1 | 1 | 11 | 3  | +8  |
| 2    | Atlético Mineiro  | 10 | 7 | 4 | 2 | 1 | 9  | 5  | +4  |
| 3    | Campinense        | 8  | 7 | 3 | 2 | 2 | 6  | 4  | +2  |
| 4    | Francana          | 7  | 7 | 3 | 1 | 3 | 7  | 9  | -2  |
| 5    | America-RJ        | 6  | 7 | 2 | 2 | 3 | 14 | 9  | +5  |
| 6    | Brasil de Pelotas | 6  | 7 | 2 | 2 | 3 | 8  | 8  | 0   |
| 7    | Colorado          | 5  | 7 | 2 | 1 | 4 | 9  | 11 | -2  |
| 8    | Mixto             | 3  | 7 | 1 | 1 | 5 | 4  | 19 | -15 |

#### Verdetti
- Coritiba e Atlético Mineiro qualificati al terzo turno.

### Gruppo J

#### Risultati
| Casa/Trasferta | ABC | BOT | CO-MS | FIG | GRM | JOI | OP-MS | SBE |
| -------------- | --- | --- | ----- | --- | --- | --- | ----- | --- |
| ABC            |     |     | 1-2   |     | nd  |     | 0-1   |     |
| Botafogo       | 1-0 |     |       | 0-0 | 1-0 |     |       | 6-1 |
| Comercial-MS   |     | 1-1 |       |     | 1-0 |     |       | 0-1 |
| Figueirense    | nd  |     | 2-0   |     | 0-0 | 1-1 |       |     |
| Grêmio Maringá |     |     |       |     |     | 1-0 | 1-4   | 2-3 |
| Joinville      | 3-2 | 0-0 | 1-0   |     |     |     |       | 2-1 |
| Operário-MS    |     | 2-0 | 2-0   | 1-1 |     | 4-1 |       |     |
| São Bento      | 1-0 |     |       | 2-0 |     |     | 2-2   |     |

#### Classifica
| Pos. | Squadra        | Pt | G | V | N | P | GF | GS | DR  |
| ---- | -------------- | -- | - | - | - | - | -- | -- | --- |
| 1    | Operário-MS    | 12 | 7 | 5 | 2 | 0 | 16 | 5  | +11 |
| 2    | São Bento      | 9  | 7 | 4 | 1 | 2 | 11 | 12 | -1  |
| 3    | Botafogo       | 9  | 7 | 3 | 3 | 1 | 9  | 4  | +5  |
| 4    | Joinville      | 8  | 7 | 3 | 2 | 2 | 8  | 9  | -1  |
| 5    | Figueirense    | 6  | 6 | 1 | 4 | 1 | 4  | 4  | 0   |
| 6    | Comercial-MS   | 5  | 7 | 2 | 1 | 4 | 4  | 8  | -4  |
| 7    | Grêmio Maringá | 3  | 6 | 1 | 1 | 4 | 4  | 9  | -5  |
| 8    | ABC            | 0  | 5 | 0 | 0 | 5 | 3  | 8  | -5  |

#### Verdetti
- Operário-MS e São Bento qualificati al terzo turno.

### Gruppo K

#### Risultati
| Casa/Trasferta | ANA | AT-PR | CAL | DES | GOY | INL | INT | SP-ES |
| -------------- | --- | ----- | --- | --- | --- | --- | --- | ----- |
| Anapolina      |     |       |     |     | 2-1 | 0-2 |     | 1-1   |
| Atlético-PR    | 3-1 |       | 1-0 |     |     |     | 0-0 | 1-0   |
| Caldense       | 1-0 |       |     | 1-0 |     |     | 1-1 |       |
| Desportiva     | 2-1 | 1-0   |     |     |     | 2-2 |     | 4-0   |
| Goytacaz       |     | 0-1   | 2-0 | 0-1 |     |     |     |       |
| Inter Limeira  |     | 0-0   | 1-1 |     | 2-0 |     | 0-1 |       |
| Internacional  | 0-0 |       |     | 4-0 | 1-0 |     |     | 3-1   |
| San Paolo-RS   |     |       | 1-1 |     | 1-0 | 0-0 |     |       |

#### Classifica
| Pos. | Squadra          | Pt | G | V | N | P | GF | GS | DR |
| ---- | ---------------- | -- | - | - | - | - | -- | -- | -- |
| 1    | Internacional    | 11 | 7 | 4 | 3 | 0 | 10 | 2  | +8 |
| 2    | Athl. Paranaense | 10 | 7 | 4 | 2 | 1 | 6  | 2  | +4 |
| 3    | Desportiva       | 9  | 7 | 4 | 1 | 2 | 10 | 8  | +2 |
| 4    | Inter de Limeira | 8  | 7 | 2 | 4 | 1 | 7  | 4  | +3 |
| 5    | Caldense         | 7  | 7 | 2 | 3 | 2 | 5  | 6  | -1 |
| 6    | San Paolo-RS     | 5  | 7 | 1 | 3 | 3 | 4  | 10 | -6 |
| 7    | Anapolina        | 4  | 7 | 1 | 2 | 4 | 5  | 10 | -5 |
| 8    | Goytacaz         | 2  | 7 | 1 | 0 | 6 | 3  | 8  | -5 |

#### Verdetti
- Internacional e Atlético Paranaense qualificati al terzo turno.

### Gruppo L

#### Risultati
| Casa/Trasferta   | BAH | FLA | GAM | GRÊ | LON | NÁU | SCR | XVP |
| ---------------- | --- | --- | --- | --- | --- | --- | --- | --- |
| Bahia            |     |     | 2-1 |     | 0-1 |     |     | 1-2 |
| Flamengo         | 4-0 |     |     | 2-0 |     | 2-0 |     | 3-0 |
| Gama             |     | 1-2 |     | 0-3 | 0-2 |     |     |     |
| Grêmio           | 2-0 |     |     |     | 1-0 | 1-0 | 2-0 |     |
| Londrina         |     | 1-1 |     |     |     | 4-2 | 6-2 |     |
| Náutico          | 0-1 |     | 2-2 |     |     |     |     | 2-1 |
| Santa Cruz       | 1-0 | 0-0 | 2-0 |     |     | 2-0 |     |     |
| XV de Piracicaba |     |     | 5-0 | 3-0 | 2-1 |     | 2-1 |     |

#### Classifica
| Pos. | Squadra          | Pt | G | V | N | P | GF | GS | DR  |
| ---- | ---------------- | -- | - | - | - | - | -- | -- | --- |
| 1    | Flamengo         | 12 | 7 | 5 | 2 | 0 | 14 | 2  | +12 |
| 2    | XV de Piracicaba | 10 | 7 | 5 | 0 | 2 | 15 | 8  | +7  |
| 3    | Grêmio           | 10 | 7 | 5 | 0 | 2 | 9  | 5  | +4  |
| 4    | Londrina         | 9  | 7 | 4 | 1 | 2 | 15 | 8  | +7  |
| 5    | Santa Cruz       | 7  | 7 | 3 | 1 | 3 | 8  | 10 | -2  |
| 6    | Bahia            | 4  | 7 | 2 | 0 | 5 | 4  | 11 | -7  |
| 7    | Náutico          | 3  | 7 | 1 | 1 | 5 | 6  | 13 | -7  |
| 8    | Gama             | 1  | 7 | 0 | 1 | 6 | 4  | 18 | -14 |

#### Verdetti
- Flamengo e XV de Piracicaba qualificati al terzo turno.

### Gruppo M

#### Risultati
| Casa/Trasferta | AM-MG | ASA | BO-PB | CEA | CE-PE | GOI | OP-MT | VAS |
| -------------- | ----- | --- | ----- | --- | ----- | --- | ----- | --- |
| América-MG     |       |     | 1-0   | 1-1 | 0-0   |     |       | 0-0 |
| ASA            | 2-2   |     |       |     | 2-1   |     | 2-2   | 0-1 |
| Botafogo-PB    |       | 3-1 |       | 2-1 |       |     | 1-1   |     |
| Ceará          |       | 5-0 |       |     | 2-1   |     |       |     |
| Central-PE     |       |     | 2-1   |     |       | 1-1 |       | 0-1 |
| Goiás          | 2-0   | 4-0 | 3-1   | 1-0 |       |     |       |     |
| Operário-MT    | 0-2   |     |       | 0-0 | 2-1   | 1-1 |       |     |
| Vasco da Gama  |       |     | 4-0   | 3-0 |       | 0-0 | 5-1   |     |

#### Classifica
| Pos. | Squadra       | Pt | G | V | N | P | GF | GS | DR  |
| ---- | ------------- | -- | - | - | - | - | -- | -- | --- |
| 1    | Vasco da Gama | 12 | 7 | 5 | 2 | 0 | 13 | 1  | +12 |
| 2    | Goiás         | 11 | 7 | 4 | 3 | 0 | 12 | 3  | +9  |
| 3    | América-MG    | 8  | 7 | 2 | 4 | 1 | 6  | 5  | +1  |
| 4    | Ceará         | 6  | 7 | 2 | 2 | 3 | 9  | 8  | +1  |
| 5    | CEOV          | 6  | 7 | 1 | 4 | 2 | 7  | 12 | -5  |
| 6    | Botafogo-PB   | 5  | 7 | 2 | 1 | 4 | 8  | 13 | -5  |
| 7    | Central-PE    | 4  | 7 | 1 | 2 | 4 | 6  | 8  | -2  |
| 8    | ASA           | 4  | 7 | 1 | 2 | 4 | 7  | 18 | -11 |

#### Verdetti
- Vasco da Gama e Goiás qualificati al terzo turno.

### Gruppo N

#### Risultati
| Casa/Trasferta | CAG | FLU | ITA | MAR | UBL | VIL | VIT | XVJ |
| -------------- | --- | --- | --- | --- | --- | --- | --- | --- |
| Campo Grande   |     | 1-1 | 2-1 | 5-0 |     | 0-0 |     | 1-2 |
| Fluminense     |     |     | 5-0 | 6-0 |     |     | 2-1 |     |
| Itabaiana      |     |     |     |     |     | 1-1 | 1-2 |     |
| Maranhão       |     |     | 1-0 |     | 0-1 | 0-1 |     | 1-0 |
| Uberlândia     | 2-1 | 0-0 | 3-0 |     |     |     |     |     |
| Vila Nova      |     | 2-2 |     |     | 0-0 |     | 2-0 | 0-0 |
| Vitória        | 1-0 |     |     | 2-1 | 3-0 |     |     | 3-1 |
| XV de Jaú      |     | 2-2 | 2-1 |     | 1-2 |     |     |     |

#### Classifica
| Pos. | Squadra      | Pt | G | V | N | P | GF | GS | DR  |
| ---- | ------------ | -- | - | - | - | - | -- | -- | --- |
| 1    | Vitória      | 10 | 7 | 5 | 0 | 2 | 12 | 7  | +5  |
| 2    | Uberlândia   | 10 | 7 | 4 | 2 | 1 | 8  | 5  | +3  |
| 3    | Fluminense   | 10 | 7 | 3 | 4 | 0 | 18 | 6  | +12 |
| 4    | Vila Nova    | 9  | 7 | 2 | 5 | 0 | 6  | 3  | +3  |
| 5    | Campo Grande | 6  | 7 | 2 | 2 | 3 | 10 | 7  | +3  |
| 6    | XV de Jaú    | 6  | 7 | 2 | 2 | 3 | 8  | 10 | -2  |
| 7    | Maranhão     | 4  | 7 | 2 | 0 | 5 | 3  | 15 | -12 |
| 8    | Itabaiana    | 1  | 7 | 0 | 1 | 6 | 4  | 16 | -12 |

#### Verdetti
- Vitória e Uberlândia qualificati al terzo turno.

### Gruppo O

#### Risultati
| Casa/Trasferta | AME | CO-SP | CRU | CSA | DBO | LEÔ | UBR | VLL |
| -------------- | --- | ----- | --- | --- | --- | --- | --- | --- |
| Americano      |     |       | 2-5 |     | 1-0 |     | 1-0 |     |
| Comercial-SP   | 1-0 |       |     | 1-0 | 2-3 |     | 1-0 |     |
| Cruzeiro       |     | 2-1   |     |     | 4-0 | 1-0 |     | 4-1 |
| CSA            | 0-0 |       | 2-1 |     |     | 1-0 |     | 1-0 |
| Dom Bosco      |     |       |     | 3-1 |     | 2-1 | 0-1 | 0-1 |
| Leônico        | 2-2 | 1-1   |     |     |     |     | 1-1 |     |
| Uberaba        |     |       | 2-2 | 1-0 |     |     |     | 2-0 |
| Villa Nova     | 3-2 | 0-1   |     |     |     | 1-4 |     |     |

#### Classifica
| Pos. | Squadra      | Pt | G | V | N | P | GF | GS | DR  |
| ---- | ------------ | -- | - | - | - | - | -- | -- | --- |
| 1    | Cruzeiro     | 10 | 7 | 5 | 1 | 1 | 19 | 8  | +11 |
| 2    | Comercial-SP | 10 | 7 | 4 | 1 | 2 | 8  | 6  | +2  |
| 3    | Uberaba      | 10 | 7 | 3 | 2 | 2 | 7  | 5  | +2  |
| 4    | CSA          | 9  | 7 | 3 | 1 | 3 | 5  | 6  | -1  |
| 5    | Dom Bosco    | 6  | 7 | 3 | 0 | 4 | 8  | 11 | -3  |
| 6    | Americano    | 6  | 7 | 2 | 2 | 3 | 8  | 11 | -3  |
| 7    | Leônico      | 4  | 7 | 1 | 3 | 3 | 9  | 9  | 0   |
| 8    | Villa Nova   | 1  | 7 | 2 | 0 | 5 | 6  | 14 | -8  |

#### Verdetti
- Cruzeiro e Comercial-SP qualificati al terzo turno.

## Terzo turno

### Gruppo P

#### Risultati
| 1ª giornata      | 1ª giornata     | 1ª giornata     | 1ª giornata     |
| 2 e 4 dic. 1979  | 2 e 4 dic. 1979 | 2 e 4 dic. 1979 | 2 e 4 dic. 1979 |
| ---------------- | --------------- | --------------- | --------------- |
| XV de Piracicaba | -               | Guarani         | 0-2             |
| Coritiba         | -               | Vitória         | 4-0             |

| 2ª giornata | 2ª giornata | 2ª giornata      | 2ª giornata |
| 6 dic. 1979 | 6 dic. 1979 | 6 dic. 1979      | 6 dic. 1979 |
| ----------- | ----------- | ---------------- | ----------- |
| Guarani     | -           | Coritiba         | 0-0         |
| Vitória     | -           | XV de Piracicaba | 3-1         |

| 3ª giornata | 3ª giornata | 3ª giornata      | 3ª giornata |
| 8 dic. 1979 | 8 dic. 1979 | 8 dic. 1979      | 8 dic. 1979 |
| ----------- | ----------- | ---------------- | ----------- |
| Coritiba    | -           | XV de Piracicaba | 1-0         |
| Vitória     | -           | Guarani          | 3-0         |

#### Classifica
| Pos. | Squadra          | Pt | G | V | N | P | GF | GS | DR |
| ---- | ---------------- | -- | - | - | - | - | -- | -- | -- |
| 1    | Coritiba         | 5  | 3 | 2 | 1 | 0 | 5  | 0  | +5 |
| 2    | Vitória          | 4  | 3 | 2 | 0 | 1 | 6  | 5  | +1 |
| 3    | Guarani          | 3  | 3 | 1 | 1 | 1 | 2  | 3  | -1 |
| 4    | XV de Piracicaba | 0  | 3 | 0 | 0 | 3 | 1  | 6  | -5 |

#### Verdetti
- Coritiba qualificato alle semifinali.

### Gruppo Q

#### Risultati
| 1ª giornata | 1ª giornata | 1ª giornata  | 1ª giornata |
| 2 dic. 1979 | 2 dic. 1979 | 2 dic. 1979  | 2 dic. 1979 |
| ----------- | ----------- | ------------ | ----------- |
| Flamengo    | -           | São Bento    | 4-0         |
| Palmeiras   | -           | Comercial-SP | 5-1         |

| 2ª giornata  | 2ª giornata | 2ª giornata | 2ª giornata |
| 5 dic. 1979  | 5 dic. 1979 | 5 dic. 1979 | 5 dic. 1979 |
| ------------ | ----------- | ----------- | ----------- |
| Comercial-SP | -           | Flamengo    | 0-2         |
| Palmeiras    | -           | São Bento   | 4-0         |

| 3ª giornata | 3ª giornata | 3ª giornata  | 3ª giornata |
| 9 dic. 1979 | 9 dic. 1979 | 9 dic. 1979  | 9 dic. 1979 |
| ----------- | ----------- | ------------ | ----------- |
| Flamengo    | -           | Palmeiras    | 1-4         |
| São Bento   | -           | Comercial-SP | 2-2         |

#### Classifica
| Pos. | Squadra      | Pt | G | V | N | P | GF | GS | DR  |
| ---- | ------------ | -- | - | - | - | - | -- | -- | --- |
| 1    | Palmeiras    | 6  | 3 | 3 | 0 | 0 | 13 | 2  | +11 |
| 2    | Flamengo     | 4  | 3 | 2 | 0 | 1 | 7  | 4  | +3  |
| 3    | Comercial-SP | 1  | 3 | 0 | 1 | 2 | 3  | 9  | -6  |
| 4    | São Bento    | 1  | 3 | 0 | 1 | 2 | 2  | 10 | -8  |

#### Verdetti
- Palmeiras qualificato alle semifinali.

### Gruppo R

#### Risultati
| 1ª giornata   | 1ª giornata | 1ª giornata | 1ª giornata |
| 2 dic. 1979   | 2 dic. 1979 | 2 dic. 1979 | 2 dic. 1979 |
| ------------- | ----------- | ----------- | ----------- |
| Cruzeiro      | -           | Arlético-MG | 0-0         |
| Internacional | -           | Goiás       | 1-0         |

| 2ª giornata | 2ª giornata | 2ª giornata   | 2ª giornata |
| 4 dic. 1979 | 4 dic. 1979 | 4 dic. 1979   | 4 dic. 1979 |
| ----------- | ----------- | ------------- | ----------- |
| Cruzeiro    | -           | Internacional | 2-3         |
| Goiás       | -           | Arlético-MG   | nd          |

| 3ª giornata | 3ª giornata | 3ª giornata   | 3ª giornata |
| 8 dic. 1979 | 8 dic. 1979 | 8 dic. 1979   | 8 dic. 1979 |
| ----------- | ----------- | ------------- | ----------- |
| Arlético-MG | -           | Internacional | nd          |
| Goiás       | -           | Cruzeiro      | 1-1         |

#### Classifica
| Pos. | Squadra          | Pt | G | V | N | P | GF | GS | DR |
| ---- | ---------------- | -- | - | - | - | - | -- | -- | -- |
| 1    | Internacional    | 6  | 3 | 3 | 0 | 0 | 4  | 2  | +2 |
| 2    | Goiás            | 4  | 3 | 1 | 1 | 1 | 1  | 2  | -1 |
| 3    | Cruzeiro         | 1  | 3 | 0 | 2 | 1 | 3  | 4  | -1 |
| 4    | Atlético Mineiro | 1  | 3 | 0 | 1 | 2 | 0  | 0  | 0  |

#### Verdetti
- Internacional qualificato alle semifinali.

### Gruppo S

#### Risultati
| 1ª giornata     | 1ª giornata     | 1ª giornata     | 1ª giornata     |
| 2 e 4 dic. 1979 | 2 e 4 dic. 1979 | 2 e 4 dic. 1979 | 2 e 4 dic. 1979 |
| --------------- | --------------- | --------------- | --------------- |
| Atlético-PR     | -               | Vasco da Gama   | 1-1             |
| Operário-MS     | -               | Uberlândia      | 3-0             |

| 2ª giornata   | 2ª giornata | 2ª giornata | 2ª giornata |
| 6 dic. 1979   | 6 dic. 1979 | 6 dic. 1979 | 6 dic. 1979 |
| ------------- | ----------- | ----------- | ----------- |
| Operário-MS   | -           | Atlético-PR | 1-0         |
| Vasco da Gama | -           | Uberlândia  | 5-0         |

| 3ª giornata   | 3ª giornata | 3ª giornata | 3ª giornata |
| 8 dic. 1979   | 8 dic. 1979 | 8 dic. 1979 | 8 dic. 1979 |
| ------------- | ----------- | ----------- | ----------- |
| Uberlândia    | -           | Atlético-PR | 3-2         |
| Vasco da Gama | -           | Operário-MS | 4-0         |

#### Classifica
| Pos. | Squadra          | Pt | G | V | N | P | GF | GS | DR |
| ---- | ---------------- | -- | - | - | - | - | -- | -- | -- |
| 1    | Vasco da Gama    | 5  | 3 | 2 | 1 | 0 | 10 | 1  | +9 |
| 2    | Operário-MS      | 4  | 3 | 2 | 0 | 1 | 4  | 4  | 0  |
| 3    | Uberlândia       | 2  | 3 | 0 | 2 | 1 | 3  | 10 | -7 |
| 4    | Athl. Paranaense | 1  | 3 | 0 | 1 | 2 | 3  | 5  | -2 |

#### Verdetti
- Vasco da Gama qualificato alle semifinali.

## Fase finale
|  | Semifinali | Semifinali    | Semifinali | Semifinali | Semifinali |  |  | Finale        | Finale        | Finale | Finale | Finale |  |
|  |            |               |            |            |            |  |  |               |               |        |        |        |  |
|  | P1         | Coritiba      | 1          | 1          | 2          |  |  |               |               |        |        |        |  |
|  | S1         | Vasco da Gama | 1          | 2          | 3          |  |  | Vasco da Gama | Vasco da Gama | 0      | 1      | 1      |  |
|  | Q1         | Palmeiras     | 2          | 1          | 3          |  |  | Internacional | Internacional | 2      | 2      | 4      |  |
|  | R1         | Internacional | 3          | 1          | 4          |  |  |               |               |        |        |        |  |

### Semifinali

#### Andata
| Arbitro: | Neto |

|             |           |                 |
| Catinha 20’ | Marcatori | 85’ Luís Freire |

| Arbitro: | Wilson |

|                                  |           |                         |
| Baroninho 34’ Jorge Mendonça 55’ | Marcatori | 50’ Jair 64’ 70’ Falcão |

#### Ritorno
| Arbitro: | Morgado |

|                                  |           |            |
| Paulinho 4’ Roberto Dinamite 36’ | Marcatori | 22’ Gardel |

| Arbitro: | Wright |

|          |           |            |
| Jair 48’ | Marcatori | 52’ Mococa |

### Finale

#### Andata
| Arbitro: | Scolfaro |

| |            | |
| | Marcatori  | 28’ 55’ Chico Spina |
| · Leão P · Orlando Lelé D · Gaúcho D · Ivan D · Paulo César D · Zé Mário C · Guina C · Zandonaide C · Dudu C · Paulinho A · Catinha A · Roberto Dinamite A · Wilsinho A | Formazioni | · P Benítez · D João Carlos · D Mauro Pastor · D Mauro Galvão · D Cláudio Mineiro · C Valdir Lima · C Toninho · C Jair · C Batista · A Chico Spina · A Adílson · A Bira · A Mário Sérgio |
| Glória | Allenatori | Andrade |

#### Ritorno
| Arbitro: | Neto |

| |            | |
| Jair 41’ Falcão 58’ | Marcatori  | 84’ Wilsinho |
| · Benítez P · João Carlos D · Mauro Pastor D · Beliato D · Mauro Galvão D · Cláudio Mineiro D · Batista C · Jair C · Falcão C · Valdomiro A · Chico Spina A · Bira A · Mário Sérgio A | Formazioni | · P Leão · D Orlando Lelé · D Gaúcho · D Ivan · D Paulo César · C Zé Mário · C Paulo Roberto · C Xaxá · A Paulinho · C Zandonaide · A Catinha · A Roberto Dinamite · A Wilsinho |
| Andrade | Allenatori | Glória |

### Verdetti
- Internacional campione del Brasile 1979.
- Internacional e Vasco da Gama qualificati per la Coppa Libertadores 1980.

## Classifica marcatori
| Pos. | Giocatore        | Squadra       | Gol |
| ---- | ---------------- | ------------- | --- |
| 1    | César            | America-RJ    | 13  |
| 2    | Roberto César    | Cruzeiro      | 12  |
| 3    | Baltazar         | Grêmio        | 10  |
| 3    | Bife             | Mixto         | 10  |
| 3    | Jair             | Internacional | 10  |
| 3    | Roberto Dinamite | Vasco da Gama | 10  |
| 7    | Adílson          | Dom Bosco     | 9   |
| 7    | Cláudio Adão     | Flamengo      | 9   |
| 7    | Mauro Madureira  | Cruzeiro      | 9   |
| 7    | Puruca           | Vila Nova     | 9   |
| 7    | Sena             | Vitória       | 9   |